# 錫利揚湖
錫利揚湖（瑞典語：Siljan）是位於瑞典中部達拉納地區的一個湖泊。錫利揚湖為瑞典面積第6大湖。錫利揚湖與其周邊的小湖累加面積為354平方公里。湖水最大深度120米。湖面海拔高度161米。錫利揚湖周邊的最大城市是穆拉。